# Walter Bittle and the Flying Saucers
Walter Bittle and the Flying Saucers war eine US-amerikanische Rockabilly-Band.

## Geschichte
Bittle und die Flying Saucer Boys, die aus Walter „Arkie“ Bittle (Gesang und Gitarre), Glynn Hipp (E-Gitarre), Ray Smith (Bass) und Bobby Johns (Schlagzeug) bestanden, hatten ihre erste Single 1956 bei Claudra Records in Indiana. Ihre zweite Single Teen Age Blues folgte im Jahr 1957. Die Band trennte sich jedoch und Bittle gab seine Karriere auf. Glynn Hipp nahm 1959 bei Claudra auch zwei Instrumentalstücke auf.

## Diskografie
| 1956                    | Jitterbug Drag / I Kissed You in a Dream | Claudra CL-200-45 |
| 1957                    | Teenage Blues / Glynns Hop               | Claudra CL-110    |
| Unveröffentlichte Titel |                                          |                   |
|                         | Jitterbug Drag (alt. Version)            | Claudra Records   |